# كايل ميلر
كايل ميلر (بالإنجليزية: Kyle Miller)‏ (12 مايو 1989 أوفرلاند بارك الولايات المتحدة - ) هو لاعب كرة قدم أمريكي يلعب كمدافع.

## روابط خارجية
- كايل ميلر على موقع الدوري الأمريكي (الإنجليزية)
- كايل ميلر على موقع قاعدة بيانات كرة القدم.إي يو (الإنجليزية)